# Тимофеев, Николай Александрович
Николай Александрович Тимофеев (1925—1944) — сержант Рабоче-крестьянской Красной Армии, участник Великой Отечественной войны, Герой Советского Союза (1945).

## Биография
Николай Тимофеев родился в 1925 году в посёлке Молочные Дворы (ныне — Плавский район Тульской области). После окончания семи классов школы учился в ремесленном училище в Бронницах. В 1943 году Тимофеев был призван на службу в Рабоче-крестьянскую Красную Армию. С июля 1944 года — на фронтах Великой Отечественной войны.
К августу 1944 года сержант Николай Тимофеев был наводчиком орудия 534-го истребительно-противотанкового артиллерийского полка 14-й истребительно-противотанковой артиллерийской бригады 2-й гвардейской армии Прибалтийского фронта. Участвовал в сражениях на территории Литовской ССР. 17-19 августа 1944 года расчёт Тимофеева отражал немецкие контратаки к западу от Шяуляя, уничтожив 4 танка, 3 пулемёта и большого количество солдат и офицеров противника. 25 августа 1944 года Тимофеев погиб в бою. Похоронен в деревне Туракиши Шяуляйского района Литвы.
Указом Президиума Верховного Совета СССР от 24 марта 1945 года сержант Николай Тимофеев посмертно был удостоен высокого звания Героя Советского Союза. Также был награждён орденом Ленина и рядом медалей.
В честь Тимофеева названа улица в Плавске и площадь в Бронницах.